# Liel Kolet

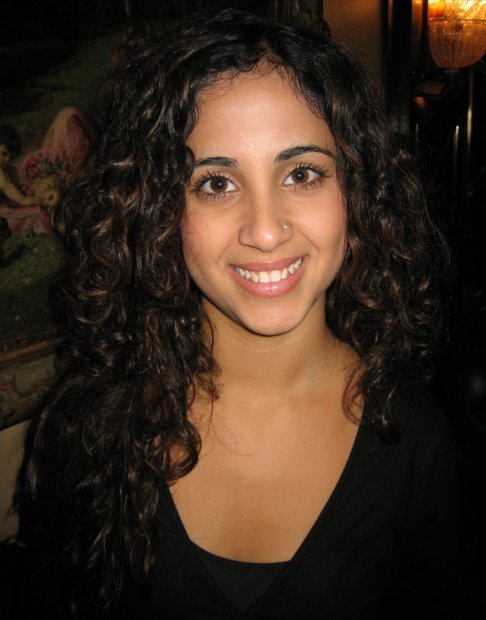
Liel Kolet (2007)

Liel Kolet (hebräisch ליאל קולט; * 11. Juli 1989 im Kibbuz Kvutzat Kinneret, Israel) ist eine israelische Sängerin. Sie singt in sieben Sprachen (Englisch, Italienisch, Deutsch, Französisch, Arabisch, Spanisch, und Hebräisch) und spielt Gitarre. Außerdem komponiert Kolet auch selbst.

## Karriere
Kolet wurde im Kibbuz Kinneret geboren. Sie hat ägyptische, rumänische, indische und auch jemenitische Vorfahren. Im Alter von 12 Jahren gewann sie einen nationalen Gesangswettbewerb. Bei der Endausscheidung in Italien gewann sie zwar nicht den ersten Platz, aber den Publikumspreis mit ihrer Interpretation von Ofra Hazas Lied Le'orech Hayam. Zwei Jahre später sang sie zusammen mit dem ehemaligen US-Präsidenten Bill Clinton zur Feier des 80. Geburtstages des israelischen Politikers Schimon Peres das Lied Imagine von John Lennon. Dieser Auftritt verhalf ihr zu großer Popularität. Weitere Duette sang sie mit Elton John, Bono, Richard Gere und Andrea Bocelli.
Ihren Anspruch, mit ihrer Musik Frieden zu vermitteln, zeigte sie bei Auftritten beim Europäischen Parlament, den Vereinten Nationen, der UNICEF und der UNESCO.
In den USA wurde sie bekannt, als sie zu Weihnachten 2003 sechs Konzerte in Salt Lake City gab. In den Vereinigten Staaten wird sie von Ken Kragen gemanagt, der bereits bekannte Musiker wie Lionel Richie und die Bee Gees betreute. Jack White entdeckte sie 2004 für Europa und produzierte mit ihr das erste Album, das im Oktober 2005 erschien und von seinem Label Seven Days Music vermarktet wird. Am 16. Dezember 2004 trat Liel beim Konzert von José Carreras auf.
In Deutschland wurde Kolet im Oktober 2004 bekannt, als sie bei Frank Elstner in der TV-Show Verstehen Sie Spaß? auftrat. Im Mai 2005 wurde Klaus Meine, Sänger der Scorpions, auf sie aufmerksam. Liel nahm einige Duette (u. a. Send me an angel) mit der deutschen Rockband auf und begleitete sie auf ihrer Tournee. Kolet trat auch beim Weltjugendtag 2005 am 17. August in Kerpen auf.
Kolet nahm als Teil des Projektes six4one für die Schweiz am Eurovision Song Contest 2006 teil.

## Diskografie

### Alben
- 2003: Kinneret Child
- 2005: Simply me
- 2006: Unison
- 2008: Be free

### Singles (Auswahl)
- 2004: Too young to love
- 2004: Jerusalem
- 2005: I’d rather be alone with you
- 2005: High Energy
- 2005: Send me an Angel (mit Klaus Meine)
- 2006: Bigger Than Life (mit Klaus Meine)
- 2006: If We All Give A Little (als Teil von six4one)
- 2006: Lost In You
- 2007: You Belong To Our Hearts
- 2013: Todo Brilla / I Can Hear Christmas (mit Ebi)
- 2020: No Sleep / Naked Soul (mit Last Heroes)
- 2021: Open Heart (mit Mazare & Keepsake)

## Auszeichnungen
- 2005: German Radio Award
- 2005: Steiger Award